# 小行星84922
小行星84922（2003 VS2）是一顆柯伊伯帶天體，由近地小行星追蹤於2003年11月14日所發現。小行星84922與海王星的軌道共振為3:2，類似冥王星，因此被分類為冥族小天體。
米高·布朗網站將小行星84922分類為高度疑似矮行星天體，然而米高·布朗宣稱小行星84922大小可能被高估, 天文學家藉由光變曲線分析可以確認該天體是否達到流體靜力平衡。

## 觀測
小行星84922類似冥王星，與海王星的軌道共振為3:2，雖然其公轉軌道偏心率明顯小於冥王星。小行星84922公轉軌道傾角也小於冥王星。
小行星849222光變曲線震幅為0.21±0.01，自轉週期很可能為7.41±0.02小時。

## 物理性質
2007年，天文學家利用史匹哲太空望遠鏡估計小行星849222直徑為725±200 km.2012年,  天文學家利用赫雪爾太空望遠鏡觀測小行星849222後，其直徑估計為523.0+35.1
−34.4 km。

## 外部連結
- Orbital simulation from JPL (Java) / Ephemeris （页面存档备份，存于）
- Huge rock-ice body circles Sun （页面存档备份，存于） (Palomar Photo)
- 2003 VS2 precovery （页面存档备份，存于） (18 Nov. '03 Major News about Minor Objects)